# Виленский учебный округ
Ви́ленский уче́бный о́круг — территориальная единица управления учебными заведениями ведомства Министерства народного просвещения, охватывавшая несколько губерний на западе Российской империи (на территории современных Белоруссии, Литвы, Украины, а также Латвии) в 1803—1832 и 1850—1917 годах. Административный центр — Вильно.

## История

### 1803—1832 годы
Виленский учебный округ создан в числе первых шести учебных округов указом императора Александра I от 24 января 1803 года. При создании округ объединил учебные заведения восьми губерний: Виленской, Витебской, Волынской, Гродненской, Могилёвской, Минской, Киевской и Подольской. Учебным и административным центром округа была определена Главная виленская школа, преобразованная указом от 4 апреля 1803 года в Императорский Виленский университет. Первым попечителем округа стал князь А. А. Чарторыйский (1803—1823), совмещавший эту должность с постами товарища министра, а потом и министра иностранных дел России и другими государственными делами.
Образование на территории Виленского округа накануне его создания было представлено училищами, находившимися в ведении католического и униатского духовенства (в их число входили в том числе бывшие школы эдукационной комиссии, переданные под управление духовенства после окончательного раздела Речи Посполитой в 1795 году, но остававшиеся светскими учебными заведениями), а также главные и малые народные училища, открытые на землях Восточной Белоруссии по указу 1786 года. В 1803 году, на территории округа в главных и малых народных училищах обучалось 767 учеников, в школах, управляемых католическим и униатским духовенством — 5820.
По уставу 1804 были организованы четырёхклассные уездные училища, одноклассные и двухклассные приходские училища. А. Чарторыйский перевёл на польский язык преподавание в некоторых учебных заведениях округа, бывших изначально русскоязычными. Всемерную поддержку ему оказывал ректор Виленского университета И. Стройновский. В период попечительства Чарторыйского в округе активно развивалось национальное образование, поддерживалось обучение польскому языку. Оборотной стороной стало развитие в учебных заведениях, в первую очередь в университете патриотических организаций, зачастую антироссийских. Дело об одной из таких организаций — обществе филоматов привело к отставке Чарторыйского с поста попечителя и закончилось масштабным судебным процессом. Должность попечителя занял проводивший расследование Н. Н. Новосильцев (1823—1831).
В 1826 году округ был реорганизован. Учебные заведения Витебской и Могилёвской губерний были переданы Санкт-Петербургскому учебному округу (в 1829 году они были переведены во вновь образованный Белорусский учебный округ). Проведенная в 1828 году реформа изменила систему начального и среднего образования. Отныне начальные учебные заведения были представленными приходскими и уездными училищами, а средние — гимназиями.
Польское восстание 1830—1831 годов привело к серьёзному повороту в образовательной политике Российской империи. В волнениях были замешаны многие студенты и даже преподаватели Виленского университета. В этих условиях учебный округ был подвергнут дальнейшей реорганизации. Указом от 12 января 1831 года учебные заведения Минской губернии были переданы Белорусскому, а Волынской и Подольской губерний — Харьковскому учебному округу. 1 мая 1832 года Виленский университет был закрыт и вместе с ним расформирован Виленский учебный округ. Остававшиеся в его ведении учебные заведения были включены в Белорусский учебный округ, центр которого некоторое время продолжал находиться в Витебске, а в 1836 году был перенесен в Вильно.

### 1850—1917 годы
В 1850 году Белорусский учебный округ был упразднен, а на его месте восстановлен Виленский. В восстановленный Виленский округ были включены учебные заведения Виленской, Гродненской, Минской и Ковенской (выделенной из западной части Виленской губернии в 1846 году) губерний. Учебные заведения Витебской и Могилёвской губерний вновь были присоединены к Санкт-Петербургскому учебному округу.
Ещё в 1835 году университеты были освобождены от руководства учебными заведениями, эта функция была передана попечительские советы во главе с попечителями учебных округов, подчиненным непосредственно Министерству народного просвещения. Но при восстановлении Виленского округа, учитывая сложную обстановку с национальным движеним, решили пойти дальше и ликвидировать должность попечителя округа, с передачей обязанностей по управлению учебными заведениями виленскому генерал-губернатору, которым в 1850 году был И. Г. Бибиков. Однако, через несколько лет такой опыт был признан неудачным и Виленский округ вновь возглавил попечитель, которым стал Е. П. Врангель (1855—1861). Далее в XIX веке попечителями были А. П. Ширинский-Шихматов (1861—1864), И. П. Корнилов (1864—1868), П. Н. Батюшков (1868—1869), занимавший эту должность рекордные 30 лет Н. А. Сергиевский (1869—1899) и бывший попечитель Казанского учебного округа В. А. Попов (1899—1908).
В 1855 году в Виленской, Гродненской, Минской, Могилевской и Витебской губерниях насчитывалось 19 пятиклассных и 8 трехклассных уездных училищ, 89 приходских училищ МНП и 89 — Министерства государственных имуществ, 7 училищ при церквах иностранных исповеданий, 3 женские школы. Существовали также школы, подведомственные Святейшему Синоду.
За участие в восстании 1863—1864 в 1864 году попечитель округа в 1864—1868 годах И. П. Корнилов уволил практически всех учителей-поляков и католиков, выплатив им жалование за год вперед. Был закрыт и Виленский дворянский институт, ведший преподавание на польском языке. Попечителем округа И. П. Корниловым при поддержке генерал-губернатора М. Н. Муравьёва на нужды народного образования были выделены 25 000 руб. из общей суммы 10 %- сбора с участвовавших в польском восстании помещиков. Циркуляром от 1 января 1864 года Муравьёв предписал руководству уездов, полиции и мировым посредникам наблюдать за случаями «неразрешенного обучения». Без разрешения администрации не допускались к преподаванию ксендзы и обучение на польском языке. Католикам Закон Божий преподавался отдельно и на «местном наречии».
Кроме поляков, белорусов и литовцев, учащимися являлись и евреи. К 1882 году в средних учебных заведениях округа занималось 1703 еврея, что в среднем составляло 25 % от общего количества учащихся. В Ковенской гимназии количество евреев достигало 44 %.
Официальным изданием Виленского учебного округа являлся «Циркуляр по управлению Виленским учебным округом», выходивший ежемесячно в Вильно с 1862 по 1915 год.
12 января 1918 года Постановлением народного комиссара по просвещению А. В. Луначарским Виленский учебный округ был ликвидирован.

## Территория

### 1803—1832 годы
| Губерния (область)   | Ранее входила         | Год вхождения | Год выхода | Позднее входила                   |
| -------------------- | --------------------- | ------------- | ---------- | --------------------------------- |
| Киевская губерния    | —                     | 1803          | 1818       | Харьковский учебный округ         |
| Витебская губерния   | —                     | 1803          | 1826       | Санкт-Петербургский учебный округ |
| Могилёвская губерния | —                     | 1803          | 1826       | Санкт-Петербургский учебный округ |
| Волынская губерния   | —                     | 1803          | 1831       | Харьковский учебный округ         |
| Подольская губерния  | —                     | 1803          | 1831       | Харьковский учебный округ         |
| Минская губерния     | —                     | 1803          | 1831       | Белорусский учебный округ         |
| Виленская губерния   | —                     | 1803          | 1832       | Белорусский учебный округ         |
| Гродненская губерния | —                     | 1803          | 1832       | Белорусский учебный округ         |
| Белостокская область | вошла в состав России | 1807          | 1832       | Белорусский учебный округ         |

### 1850—1917 годы
| Губерния             | Ранее входила                     | Год вхождения | Год выхода | Позднее входила |
| -------------------- | --------------------------------- | ------------- | ---------- | --------------- |
| Виленская губерния   | Белорусский учебный округ         | 1850          | 1917       | —               |
| Гродненская губерния | Белорусский учебный округ         | 1850          | 1917       | —               |
| Ковенская губерния   | Белорусский учебный округ         | 1850          | 1917       | —               |
| Минская губерния     | Белорусский учебный округ         | 1850          | 1917       | —               |
| Витебская губерния   | Санкт-Петербургский учебный округ | 1864          | 1917       | —               |
| Могилевская губерния | Санкт-Петербургский учебный округ | 1864          | 1917       | —               |

## Состав учебного округа
В 1803 году на территории Белоруссии 25 средних и неполных средних и около 130 начальных школ. В начале 1820-х годов многих преподавателей-католиков вынудили уйти.

## Учебный округ в начале XX века
По состоянию на 1915 год Виленский учебный округ насчитывал 11,967 заведений всех типов, в которых обучалось в общей сложности 685,526 учащихся, в том числе начальных школ 9,636 с числом учащихся 575,272. В распределении по административно-территориальным составляющим округа:
- Виленская губерния: учебных заведений — 1,086, учащихся — 63,039.
- Витебская губерния: учебных заведений — 1,710, учащихся — 91,669.
- Гродненская губерния: учебных заведений — 2,434, учащихся — 130,781.
- Ковенская губерния: учебных заведений — 833, учащихся — 56,269.
- Минская губерния: учебных заведений — 2,919, учащихся — 180,933.
- Могилёвская губерния: учебных заведений — 2,985, учащихся — 162,835.

Распределение учащихся по типам учебных заведений (в числителе — количество учащихся, в знаменателе — число учебных заведений).
| Тип заведения                                                   | 1          | 2            | 3             | 4          | 5             | 6             | 7 |
| --------------------------------------------------------------- | ---------- | ------------ | ------------- | ---------- | ------------- | ------------- | - |
| Средние учебные заведения                                       |            |              |               |            |               |               |   |
| Гимназии, прогимназии, институты и лицеи                        | 2,975 5    | 2,510 5      | 6,299 21      | 3,410 13   | 8,837 29      | 7,144 24      |   |
| Реальные училища                                                | 531 1      | 464 1        | 1,179 5       | 440 1      | 892 3         | 796 3         |   |
| Духовные                                                        | 689 5      | 885 5        | 157 1         | 246 2      | 1,074 6       | 923 6         |   |
| Педагогические                                                  | 319 3      | 147 1        | 918 12        | 198 3      | 664 9         | 1,235 15      |   |
| Медицинские                                                     |            |              | 76 1          |            |               |               |   |
| Военные                                                         | 540 1      | 401 1        |               |            |               |               |   |
| Лесные и сельскохозяйственные                                   |            |              |               | 40 1       | 93 1          | 629 6         |   |
| Технические и ремесленные                                       | 388 4      | 326 5        | 73 4          | 78 1       | 376 5         | 582 5         |   |
| Коммерческие, торговые и промышленные                           | 803 2      | 725 4        | 927 3         | 475 2      | 947 3         | 611 3         |   |
| Художественные                                                  | 91 2       |              | 31 1          |            |               |               |   |
| Межевые, таксаторские и топографические                         |            |              |               |            |               | 182 1         |   |
| Профессиональные                                                | ? 1        |              | ? 5           |            |               | 160 1         |   |
| Частные учебные заведения и при церквях иностранных исповеданий | 5,130 44   | 3,919 23     | 5,372 37      | 3,753 53   | 8,935 54      |               |   |
| Прочие учебные заведения                                        |            |              |               |            |               |               |   |
| Училища слепых и глухонемых                                     |            | 14 1         |               |            |               |               |   |
| Религиозные нехристианские                                      | 4,726 379  | 1,560 94     | 8,957 464     | 656 6      | 9,757 476     | 5,989 458     |   |
| Начальные учебные заведения                                     |            |              |               |            |               |               |   |
| Низшие                                                          | 46,847 639 | 80,718 1,570 | 106,792 1,880 | 46,973 751 | 149,358 2,333 | 144,584 2,463 |   |

Примечание. Цифрами в столбцах таблицы обозначены административно-территориальные составляющие учебного округа:
- 1 — Виленская губерния
- 2 — Витебская губерния
- 3 — Гродненская губерния
- 4 — Ковенская губерния
- 5 — Минская губерния
- 6 — Могилёвская губерния
- 7 — Холмская губерния (данные включены в статистику губерний, из частей которых она незадолго до этого образована)

## Попечители Виленского учебного округа

### 1803—1832 годы
- Князь Чарторыйский, Адам Ежи (1770—1861), попечитель с 24 января 1803 года по 1823 год.
- Граф Новосильцев, Николай Николаевич (1761—1838), попечитель в 1824—1831 годах.

### 1850—1917 годы
- Бибиков, Илья Гаврилович — виленский генерал-губернатор, в 1850—1855 годах обязанности по управлению учебными заведениями округа были возложены на генерал-губернатора, должность попечителя в Виленском учебном округе отсутствовала.
- Барон Врангель, Егор Петрович — с декабря 1855 года по 30 августа 1861 года.
- Князь Ширинский-Шихматов, Александр Прохорович — с 30 августа 1861 года по январь 1864 года.
- Корнилов, Иван Петрович — с января 1864 года по 1868 год.
- Батюшков, Помпей Николаевич — в 1868—1869 годах.
- Сергиевский, Николай Александрович — с 24 октября 1869 года по 25 июня 1899 года.
- Попов, Василий Александрович — в 1899—1906 годах.
- Борис Эдуардович барон фон Вольф — в 1906—1908 годах.
- Левицкий, Григорий Васильевич (1852—1917) — в 1908—1911 годах.
- Остроумов, Алексей Андреевич (1853—?) — в 1911—1914 годах.
- Алексеев, Виссарион Григорьевич (1866—1943) — с 23 сентября 1914 года по 15 июня 1915 года.
- Чечулин, Николай Дмитриевич (1863—1927) — в 1915—1917 годах.